# Lacapelle-Ségalar
Lacapelle-Ségalar är en kommun i departementet Tarn i regionen Occitanien i södra Frankrike. Kommunen ligger i kantonen Cordes-sur-Ciel som tillhör arrondissementet Albi. År 2022 hade Lacapelle-Ségalar 90 invånare.

## Befolkningsutveckling
Antalet invånare i kommunen Lacapelle-Ségalar
| Referens: INSEE |